# Bound for Glory (2021)
Bound for Glory est un pay-per-view de catch professionnel organisé par la fédération de catch Impact Wrestling (anciennement TNA), il est le Dix-septième événement de la chronologie des Bound for Glory.

## Contexte
Cet événement de catch professionnel présente différents matchs impliquant des catcheurs heel (méchant) et face (gentil), ils combattent sous un script écrit à l'avance.

## Tableau des matches
| Ordre par numéros | Résultat | Stipulation(s) | Temps |
| --- | --- | --- | ----- |
| 1P | Jordynne Grace bat Crazzy Steve, Fallah Bahh, John Skyler, Chelsea Green et Madison Rayne                                                    | Six-way Intergender Scramble match pour le Impact Digital Media Championship                                              | 5:04  |
| 2 | The IInspiration (Cassie Lee et Jessica McKay) battent Decay (Havok et Rosemary) (c)                                                         | Tag Team Match pour les Impact Knockouts Tag Team Championship                                                            | 8:58  |
| 3 | Trey Miguel bat El Phantasmo et Steve Maclin                                                                                                 | Triple Threat Tournament Final pour le Impact X Division Championship vacant                                              | 13:21 |
| 4 | Heath et Rhino battent Violent by Design (Deaner et Joe Doering) (avec Eric Young)                                                           | Tag Team match | 4:59  |
| 5 | Moose remporte le Call Your Shot Gauntlet en éliminant en dernier Matt Cardonna                                                              | Intergender Call Your Shot gauntlet match où le gagnant pouvait choisir n'importe quel match de championnat de son choix. | 29:33 |
| 6 | The Good Brothers (DOC Gallows et Karl Anderson) (c) battent FinJuice (David Finlay et Juice Robinson) et Bullet Club (Chris Bey et Hikuleo) | Three-way tag team match pour les Impact World Tag Team Championship                                                      | 9:55  |
| 7 | Mickie James bat Deonna Purrazzo (c) | Match simple pour le Impact Knockouts Championship                                                                        | 13:17 |
| 8 | Josh Alexander bat Christian Cage (c) | Match simple pour le Impact World Championship                                                                            | 18:52 |
| 9 | Moose bat Josh Alexander (c) | Match simple pour le Impact World Championship                                                                            | 0:07  |
| La lettre C placée entre parenthèses désigne la personne ou l’équipe championne en titre. P – indique que le match a eu lieu lors du pré-show | | |       |